# ألبير لوندر
ألبير لوندر (بالفرنسية: Albert Londres)‏، مواليد 01 نوفمبر 1884 - الوفاة 16 مايو 1932، صحفي وكاتب فرنسي. لم يكن ألبرت صحفيا عاديا يقوم بإعداد التقارير الإخبارية وإرسالها وإنما أيضا كان صانعا للأخبار حيث كان يضع وجهة نظره فيما يكتب، اشتهر بانتقاده انتهاكات الاستعمار مثل العمل القسري. تم إطلاق اسمه على جائزة مخصصة للصحفيين الناطقين بالفرنسية.